# 美国灯塔委员会

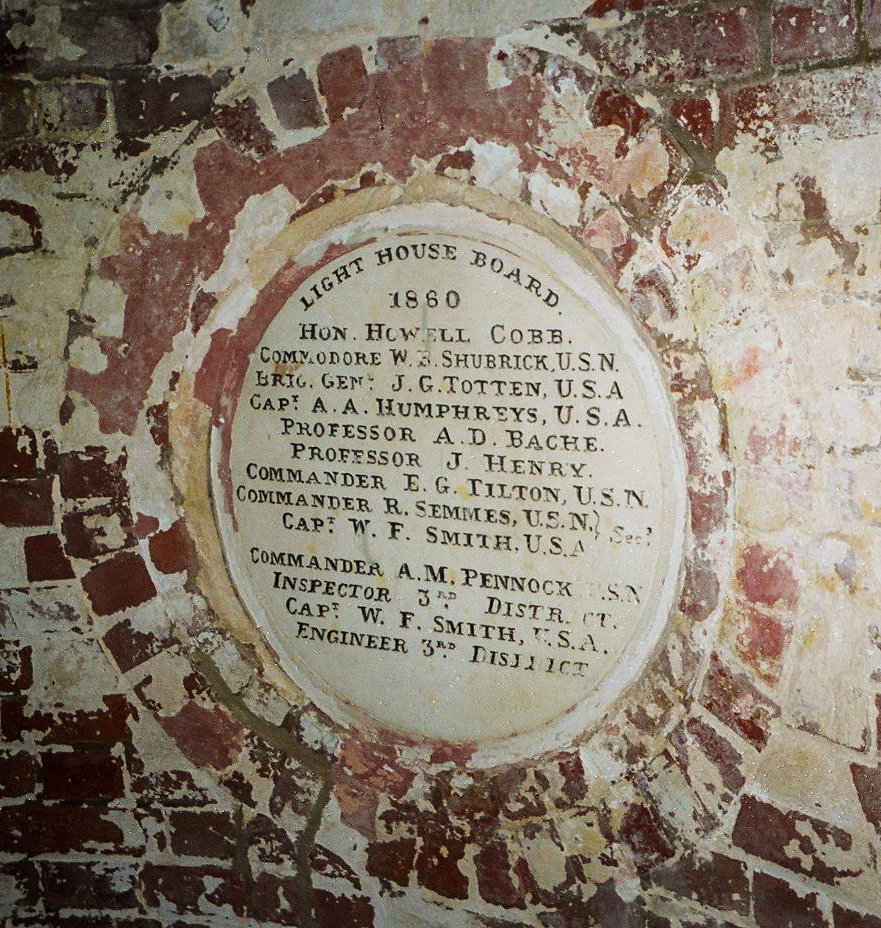
蒙托克角燈塔的印章，上面列出了1860年時燈塔委員會的成員

美國燈塔委員會（英語：United States Lighthouse Board）是美國聯邦政府的第二個機構，隸屬於美國財政部，負責1852年至1910年間美國所有燈塔和導航設備的建造和維護。1910年，美國燈塔委員會被解散，被改組為美國燈塔管理局，隸屬於商業和勞工部，1939年，美國燈塔管理局被併入美國海岸警衛隊。